# Denis Berger
Denis Berger, född 11 juni 1932 i Paris, död 6 maj 2013 i Ydes i Cantal, var en fransk trotskistisk politiker. Han utövade ett betydande inflytande över den franska yttersta vänstern. I samband med algerietkriget stödde han Front de libération nationale (FLN). Som skribent ifrågasatte han bland annat François Furets åsikter om kommunismen.